# Micromeria microphylla
Micromeria microphylla là một loài thực vật có hoa trong họ Hoa môi. Loài này được (d'Urv.) Benth. mô tả khoa học đầu tiên năm 1834.

## Hình ảnh

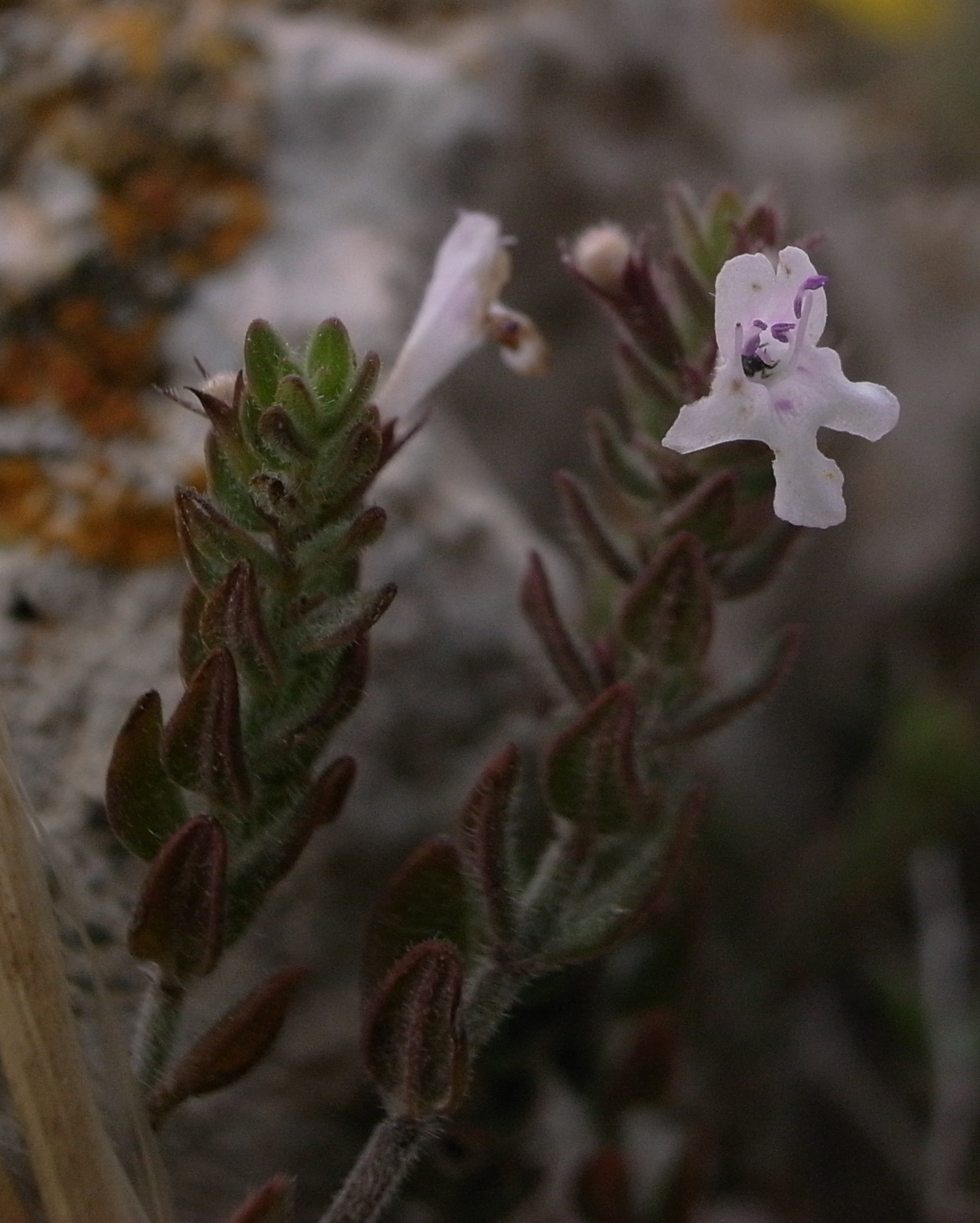